# كلوستريديوم سليولوزي
مطثية سليولوزية (الاسم العلمي: Clostridium cellulosi) هي نوع من البكتيريا تتبع جنس المطثية من فصيلة نظيرات المطثية.